# Куратов Олег Костянтинович
Олег Костянтинович Куратов нар. 10 травня 1978, Житомир) — український футболіст, що грав на позиції півзахисника і нападника. Відомий за виступами у складі сімферопольської «Таврії» у вищій українській лізі.

## Кар'єра футболіста
Олег Куратов розпочав виступи на футбольних полях у 1996 році в команді першої ліги «Хімік» з Житомира, за яку провів 14 матчів. У 1997 році він грав у складі іншої команди першої ліги ЦСКА-2, а на початку 1998 році грав у складі аматорської команди «Сурож». На початку сезону 1998—1999 року футболіст отримав запрошення до команди вищої української ліги «Таврії» з Сімферополя, за яку зіграв 3 матчі в першості країни та 1 матч у Кубку України. на початку сезону 1999—2000 Олег Куратов грав у складі команди другої ліги «Папірник» з Малина, після чого у складі професійних команд не грав.